# Воронино (Саратовская область)
Воронино — село в Самойловском районе Саратовской области России. Входит в Красавское муниципальное образование.

## География
Расположено на юге района, в 20 км к юго-западу от райцентра, посёлка городского типа Самойловка.
Находится на границе с Волгоградской областью.
Через село протекает река Елань.

## Население
| 2002 | 2010 |
| ---- | ---- |
| 333  | ↘253 |

## Инфраструктура
- Школа

## Уроженцы
- Дмитриева, Валентина Иововна (в замужестве Ершова; 1859—1947) — революционерка, писательница.
- Нежурин, Фёдор Фёдорович (1924—2011) — комбайнёр, Герой Социалистического Труда (1973).